# Massimo Oldani

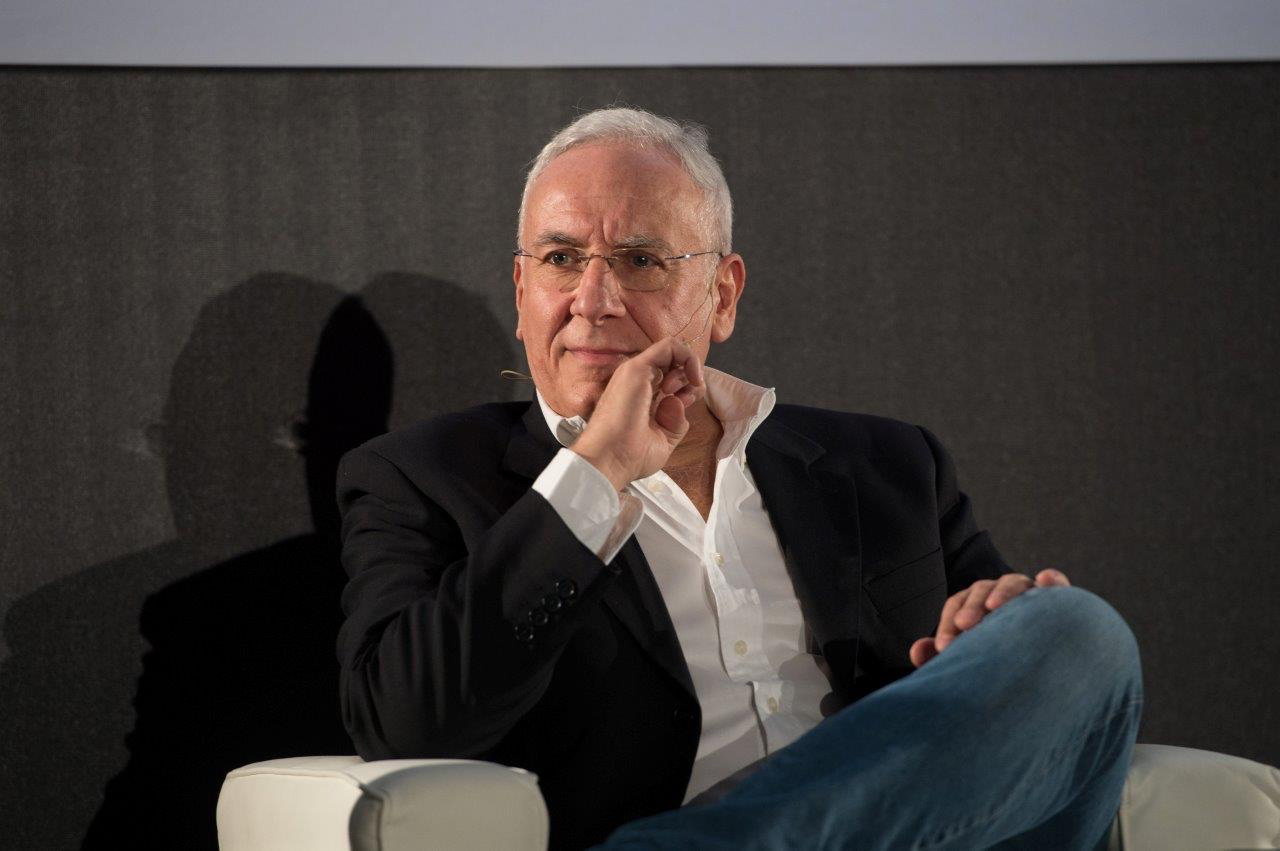
Massimo Oldani - Presentazione di Sky - Buffa Racconta Ali al Politecnico di Milano Bovisa - Dicembre 2016

Massimo Oldani (Milano, 18 aprile 1960) è un conduttore radiofonico, critico musicale e giornalista italiano.

## Biografia

### Attività radiofonica
Nel 1976 esordisce a Radio Milano Libera, per poi proseguire a Radio TV Shadow. Nel 1979 sposa il progetto di Pietro Fioravanti, imprenditore milanese, che fonda Radio Peter Flowers. Nel 1981 approda a Radio Milano International (One O One), la prima radio privata nata in Italia. Per diversi anni dà alla radio una forte impronta "black" fino ad arrivare al 1983 con la proposta della prima classifica r&b in Italia "American Black Singles" , che nel 1994 diventerà "Vibe", format radiofonico che lo accompagnerà fino ad oggi.
Nel 1997 passa a Radio Capital dove conduce quotidianamente "Capital Records" mentre nel weekend propone "Domenica Disneyland", l'unico format radiofonico in Europa autorizzato dalla Walt Disney Company . Nel 1999 passa a RTL 102.5. Nel 2002 arriva a Radio Deejay come consulente artistico. Per due anni supervisiona le radio estere del Gruppo Espresso, in Ungheria e in Repubblica Ceca. Dal 2007 trasmette quotidianamente su Radio Capital  con "Vibe" , dal luglio 2020 ampliato a due ore , e nel weekend in coppia con Luca De Gennaro in un "back to back" di musica rock e soul nel programma "Black Or White". Il suo stile radiofonico e le sue scelte musicali sono così caratterizzanti che Nicola Savino ha fatto spesso la sua imitazione a RadioDeejay.

### Attività televisiva
Nel corso degli anni '80 fa le prime esperienze televisive come consulente musicale a Mediaset per passare in Rai dove è uno degli autori  di Discoring per alcune stagioni. Nel 1991 conduce i telegiornali di Lombardia 7, la televisione diretta da Paolo Romani. Da alcuni anni collabora con SKY Sport come consulente musicale. Tra i programmi più recenti "Muhammad Ali" e "1968" della serie "Sky Buffa Racconta" con Federico Buffa.

### Attività giornalistica
È membro dell'Ordine dei Giornalisti dal 1992.
Alla fine degli anni '80 inizia a scrivere per VivaMilano (inserto del Corriere Della Sera), riviste musicali come Tutti Frutti, Tutto Musica, Billboard e recentemente per La Repubblica.

### Altre attività
Nel 1997 diventa Ambassador in Italia della rivista Vibe di Quincy Jones. Partecipa in qualità di relatore, unico non statunitense, al Vibe Music Seminar al Waldorf Astoria di New York. L'anno successivo a Milano, in collaborazione con la rivista Vibe, organizza "Vibe Brunch" per la prima visita di Quincy Jones in Italia durante la Fashion week.
Nel 1999 produce il disco "Soulista" di Irene Lamedica per Soleluna.
Nel 2011 realizza la doppia compilation "Vibe" per EMI  e nel 2016 "Black Or White Christmas" (con Luca De Gennaro) per Sony.
Nel 2016 pubblica la Collana Soul Book, Volo Libero, ISBN 978-88-97637-66-0
Svolge attività didattica come lectures e conferenze. Nel 2019 il "Master Fare Radio" presso l'Università Cattolica del Sacro Cuore di Milano e il convegno "La Radio dal territorio alla globalizzazione: informazione, comunicazione e intrattenimento" presso il Palazzo Pirelli, sede della Regione Lombardia.